# Bufonaria bufo
Bufonaria bufo är en snäckart som först beskrevs av Bruguiere 1792.  Bufonaria bufo ingår i släktet Bufonaria och familjen Bursidae. Inga underarter finns listade i Catalogue of Life.